# Orvar Trolle

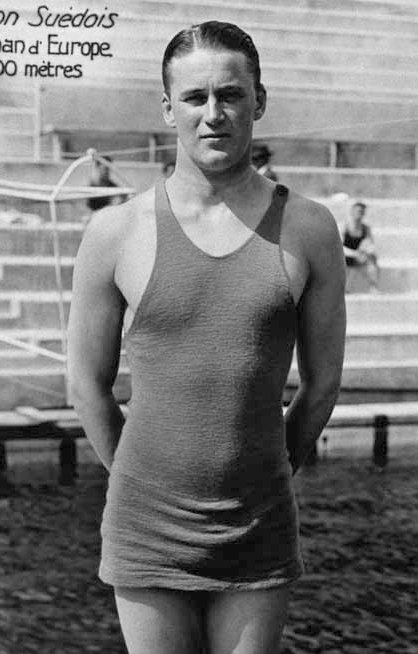
Orvar Trolle, Paris 1924

Nils Orvar Trolle (* 4. April 1900 in Malmö; † 7. März 1971 in Blikstorp) war ein schwedischer Schwimmer, der eine olympische Bronzemedaille gewann.

## Karriere
Orvar Trolle trat 1920 für Malmö Simsällskap und 1924 für den Sim- och Idrottsklubben Hellas aus Nacka an. Von 1920 bis 1922 war er schwedischer Meister über 100 Meter Freistil.
Bei den Olympischen Spielen 1920 in Antwerpen erreichte Trolle das Halbfinale über 100 Meter Freistil und schied dann als Fünfter seines Laufs aus. Das Finale erreichte kein europäischer Schwimmer. Im Wettbewerb der 4-mal-200-Meter-Freistilstaffeln traten sieben Staffeln an, davon fünf aus Europa. Im Finale siegte das Quartett aus den Vereinigten Staaten vor den Australiern, dahinter ging die Bronzemedaille an die Briten. Robert Andersson, Frans Möller, Orvar Trolle und Arne Borg belegten den vierten Platz mit 13 Sekunden Rückstand auf die Briten.
Vier Jahre später bei den olympischen Schwimmwettbewerben 1924 in Paris scheiterte Trolle wie 1920 im Halbfinale über 100 Meter Freistil, diesmal erreichte mit Arne Borg ein Europäer den Endlauf und wurde dort Vierter hinter drei Schwimmern aus den Vereinigten Staaten. Die schwedische 4-mal-200-Meter-Freistilstaffel erreichte in der Besetzung Thor Henning, Gösta Persson, Orvar Trolle und Georg Werner die zweite Runde. Im Semifinale und im Finale schwammen Åke Borg, Arne Borg, Orvar Trolle und Georg Werner. Diese vier Schwimmer belegten schließlich den dritten Platz hinter der Staffel aus den Vereinigten Staaten und den Australiern. Gemäß den bis 1980 gültigen Regeln erhielten nur die Staffelteilnehmer eine Medaille, die im Finale geschwommen waren.